# Clasificación para la Copa de Oro de la Concacaf 2023
La clasificación para la Copa de Oro de la Concacaf 2023 determinó a los últimos 3 equipos que participaron en la Copa de Oro de la Concacaf 2023.

## Equipos
Doce equipos participaron en la clasificación para la Copa de Oro de la Concacaf 2023 con base a los resultados obtenidos en la fase de grupos de la Liga de Naciones de la Concacaf 2022-23.  
| Grupo | Terceros lugares |
| ----- | ---------------- |
| A     | Surinam          |
| B     | Martinica        |
| C     | Curazao          |
| D     | Granada          |

| Grupo | Segundos lugares  |
| ----- | ----------------- |
| A     | Guadalupe         |
| B     | Guyana            |
| A     | Antigua y Barbuda |
| D     | Guayana Francesa  |

| Grupo | Primeros lugares       |
| ----- | ---------------------- |
| A     | Sint Maarten           |
| B     | San Cristóbal y Nieves |
| C     | Santa Lucía            |
| D     | Puerto Rico            |

## Sorteo
El sorteo de la primera ronda tuvo lugar en Los Ángeles, California, el 14 de abril de 2023 en conjunto con el sorteo para la fase de grupos de la Copa Oro. Los primeros 6 equipos del ranking Concacaf de marzo de 2023 fueron predeterminados según su orden a los partidos 1 y 6, según su posición, mientras que los otros seis equipos fueron sorteados desde un bombo simple.
Entre paréntesis la posición en el ranking para cada selección.
| Predeterminados                                                                                   | Bombo único                                                                                                 |
| ------------------------------------------------------------------------------------------------- | --- |
| Antigua y Barbuda (20) Martinica (12) Curazao (14) Guayana Francesa (15) Surinam (16) Guyana (18) | Guadalupe (19) San Cristóbal y Nieves (21) Santa Lucía (24) Granada (25) Puerto Rico (26) Sint Maarten (37) |

## Llaves
|  | Primera ronda                 | Primera ronda |                               |       | Segunda ronda | Segunda ronda |
|  |                               |               |                               |       |               |               |
|  | 16 de junio – Fort Lauderdale |               |                               |       |               |               |
|  |                               |               |                               |       |               |               |
|  | Antigua y Barbuda             | 0             |                               |       |               |               |
|  | Antigua y Barbuda             | 0             | 20 de junio – Fort Lauderdale |       |               |               |
|  | Guadalupe                     | 5             |                               |       |               |               |
|  | Guadalupe                     | 5             | Guadalupe                     | 2     |               |               |
|  | 17 de junio – Fort Lauderdale |               | Guadalupe                     | 2     |               |               |
|  |                               | Guyana        | 0                             |       |               |               |
|  | Guyana                        | Guyana        | 0                             | 1 (5) |               |               |
|  | Guyana                        |               |                               | 1 (5) |               |               |
|  | Granada                       | 1 (3)         |                               |       |               |               |
|  | Granada                       | 1 (3)         |                               |       |               |               |

|  | Primera ronda                 | Primera ronda |                               |       | Segunda ronda | Segunda ronda |
|  |                               |               |                               |       |               |               |
|  | 16 de junio – Fort Lauderdale |               |                               |       |               |               |
|  |                               |               |                               |       |               |               |
|  | Martinica                     | 3             |                               |       |               |               |
|  | Martinica                     | 3             | 20 de junio – Fort Lauderdale |       |               |               |
|  | Santa Lucía                   | 1             |                               |       |               |               |
|  | Santa Lucía                   | 1             | Martinica                     | 2     |               |               |
|  | 17 de junio – Fort Lauderdale |               | Martinica                     | 2     |               |               |
|  |                               | Puerto Rico   | 0                             |       |               |               |
|  | Surinam                       | Puerto Rico   | 0                             | 0 (3) |               |               |
|  | Surinam                       |               |                               | 0 (3) |               |               |
|  | Puerto Rico                   | 0 (4)         |                               |       |               |               |
|  | Puerto Rico                   | 0 (4)         |                               |       |               |               |

|  | Primera ronda                 | Primera ronda    |                               |       | Segunda ronda | Segunda ronda |
|  |                               |                  |                               |       |               |               |
|  | 16 de junio – Fort Lauderdale |                  |                               |       |               |               |
|  |                               |                  |                               |       |               |               |
|  | Curazao                       | 1 (2)            |                               |       |               |               |
|  | Curazao                       | 1 (2)            | 20 de junio – Fort Lauderdale |       |               |               |
|  | San Cristóbal y Nieves        | 1 (3)            |                               |       |               |               |
|  | San Cristóbal y Nieves        | 1 (3)            | San Cristóbal y Nieves        | 1 (4) |               |               |
|  | 17 de junio – Fort Lauderdale |                  | San Cristóbal y Nieves        | 1 (4) |               |               |
|  |                               | Guayana Francesa | 1 (2)                         |       |               |               |
|  | Guayana Francesa              | Guayana Francesa | 1 (2)                         | 4     |               |               |
|  | Guayana Francesa              |                  |                               | 4     |               |               |
|  | Sint Maarten                  | 1                |                               |       |               |               |
|  | Sint Maarten                  | 1                |                               |       |               |               |

## Partidos
- Los horarios corresponden a la hora local de la Florida, Estados Unidos (UTC-4).

### Primera ronda
| Partido 1; 16 de junio | Antigua y Barbuda | 0:5 (0:2) | Guadalupe                                                               | DRV PNK Stadium, Fort Lauderdale |                               |
| 16:00                  |                   | Reporte   | - Solvet 28' - Tell 45+4' - Légolas 66' - Archimede 70' - Phaeton 90+3' | Árbitro(s): Fernando Guerrero    | Árbitro(s): Fernando Guerrero |

| Partido 2; 16 de junio | Martinica                              | 3:1 (1:1) | Santa Lucía           | DRV PNK Stadium, Fort Lauderdale |                        |
| 19:00                  | - Fabien 18' - Labeau 74' - Burner 86' | Reporte   | Hackett-Fairchild 40' | Árbitro(s): Reon Radix           | Árbitro(s): Reon Radix |

| Partido 3; 16 de junio | Curazao                                          | 1:1 (1:0) (2:3 p.)         | San Cristóbal y Nieves               | DRV PNK Stadium, Fort Lauderdale |                         |
| 21:00                  | Locadia 22'                                      | Reporte                    | Terrell 83'                          | Árbitro(s): Bryan López          | Árbitro(s): Bryan López |
|                        |                                                  | Tiros desde el punto penal |                                      |                                  |                         |
|                        | - Felida - J. Bacuna - Janca - Anita - L. Bacuna |                            | - Sawyers - Lewis - Bertie - Terrell |                                  |                         |

| Partido 4; 17 de junio | Guayana Francesa                                     | 4:1 (2:1) | San Martín     | DRV PNK Stadium, Fort Lauderdale |                               |
| 16:30                  | - Abelinti 28' (pen.), 49' - Baal 44' - Némouthé 75' | Reporte   | Amatkarijo 40' | Árbitro(s): Randy Encarnación    | Árbitro(s): Randy Encarnación |

| Partido 5; 17 de junio | Surinam                                           | 0:0 (3:4 p.)               | Puerto Rico                                           | DRV PNK Stadium, Fort Lauderdale |                              |
| 20:20                  |                                                   | Reporte                    |                                                       | Árbitro(s): Joseph Dickerson     | Árbitro(s): Joseph Dickerson |
|                        |                                                   | Tiros desde el punto penal |                                                       |                                  |                              |
|                        | - Chery - Jozefzoon - Pinas - M. te Vrede - Abena |                            | - R. Rivera - Servania - Antonetti - Ydrach - G. Díaz |                                  |                              |

| Partido 6; 17 de junio | Guyana                                               | 1:1 (1:0) (5:3 p.)         | Granada                                                       | DRV PNK Stadium, Fort Lauderdale |                            |
| 22:30                  | Glasgow 22'                                          | Reporte                    | Mitchell 60'                                                  | Árbitro(s): Keylor Herrera       | Árbitro(s): Keylor Herrera |
|                        |                                                      | Tiros desde el punto penal |                                                               |                                  |                            |
|                        | - Bonds - Glasgow - Duke-McKenna - Benjamin - Wilson |                            | - Re. Charles-Cook - Hippolyte - Mitchell - Berkeley-Agyepong |                                  |                            |

### Segunda ronda
| Partido 7; 20 de junio | Guadalupe                           | 2:0 (1:0) | Guyana | DRV PNK Stadium, Fort Lauderdale |                           |
| 16:30                  | - Gordon 18' (a.g.) - Gravillon 57' | Reporte   |        | Árbitro(s): Oshane Nation        | Árbitro(s): Oshane Nation |

| Partido 8; 20 de junio | Martinica                    | 2:0 (0:0) | Puerto Rico | DRV PNK Stadium, Fort Lauderdale |                            |
| 20:00                  | - Labeau 52' - Fortuné 90+5' | Reporte   |             | Árbitro(s): Rubiel Vázquez       | Árbitro(s): Rubiel Vázquez |

| Partido 9; 20 de junio | San Cristóbal y Nieves               | 1:1 (1:0) (4:2 p.)         | Guayana Francesa                          | DRV PNK Stadium, Fort Lauderdale |                             |
| 22:10                  | T. Williams 41'                      | Reporte                    | Abelinti 53' (pen.)                       | Árbitro(s): Adonai Escobedo      | Árbitro(s): Adonai Escobedo |
|                        |                                      | Tiros desde el punto penal |                                           |                                  |                             |
|                        | - Freeman - Sawyers - Bertie - Lewis |                            | - Vancaeyezeele - Baal - Issorat - Marmot |                                  |                             |

## Clasificados a la Copa Oro 2023 vía play-offs
| Bandera de Guadalupe (Francia) | Bandera de Martinica | Bandera de San Cristobal y Nieves |
| Guadalupe                      | Martinica            | San Cristóbal y Nieves            |
| Ganador P01                    | Ganador PO2          | Ganador PO3                       |
| 20/6/2023                      | 20/6/2023            | 20/6/2023                         |